# Vaškovo
Vaškovo (cyr. Вашково) – wieś w Czarnogórze, w gminie Pljevlja. W 2011 roku liczyła 40 mieszkańców.